# Eveline Saalberg
Eveline Saalberg (Arnhem, 30 luglio 1998) è una velocista olandese.

## Palmarès
| Anno | Manifestazione  | Sede      | Evento        | Risultato  | Prestazione | Note                                                      |
| ---- | --------------- | --------- | ------------- | ---------- | ----------- | --------------------------------------------------------- |
| 2021 | World Relays    | Chorzów   | 4×400 m       | 4ª         | 3'30"12     | [ 1 ]                                                     |
| 2021 | World Relays    | Chorzów   | 4×400 m mista | 8ª         | 3'21"02     |                                                           |
| 2022 | Mondiali indoor | Belgrado  | 4×400 m       | Argento    | 3'28"57     | Miglior prestazione personale                             |
| 2022 | Mondiali        | Eugene    | 400 m piani   | Batteria   | 52"59       |                                                           |
| 2022 | Mondiali        | Eugene    | 4×400 m mista | Argento    | 3'09"90     | [ 1 ]                                                     |
| 2022 | Europei         | Monaco    | 400 m piani   | Semifinale | 52"45       |                                                           |
| 2022 | Europei         | Monaco    | 4×400 m       | Oro        | 3'20"87     | Record nazionale · Miglior prestazione europea stagionale |
| 2023 | Europei indoor  | Istanbul  | 4×400 m       | Oro        | 3'25"66     | Record dei campionati · Record nazionale                  |
| 2023 | Mondiali        | Budapest  | 4×400 m       | Oro        | 3'20"72     | Miglior prestazione mondiale stagionale                   |
| 2024 | Mondiali indoor | Glasgow   | 4×400 m       | Oro        | 3'25"07     | [ 1 ]                                                     |
| 2024 | World Relays    | Nassau    | 4×400 m       | Batteria   | 3'28"10     |                                                           |
| 2024 | Europei         | Roma      | 4x400 m       | Oro        | 3'22"39     | [ 1 ]                                                     |
| 2024 | Giochi olimpici | Parigi    | 4x400 m       | Argento    | 3'19"50     | [ 1 ]                                                     |
| 2025 | Europei indoor  | Apeldoorn | 400 m piani   | Batteria   | 52"93       |                                                           |
| 2025 | Europei indoor  | Apeldoorn | 4×400 m mista | Oro        | 3'15"63     | Record dei campionati                                     |